# Interhalogen
Interhalogeny (také interhalové sloučeniny) jsou anorganické dvouprvkové sloučeniny, které mají v molekule atomy dvou různých halogenů. Většina interhalogenů jsou binární sloučeniny s obecným vzorcem XYn, kde n = 1, 3, 5 nebo 7 a X je méně elektronegativní halogen. Hodnota n je vždy lichá, kvůli liché vaznosti halogenů. Elektronegativnější halogen (Y) má oxidační číslo -I a elektropozitivnější halogen (X) má oxidační číslo I, III, V nebo VII v závislosti na n.
Existence žádného interhalogenu obsahujícího tři nebo více různých halogenů není s jistotou potvrzena, ačkoli existují informace, že byly získány IFCl2 a IF2Cl.

## Příklady interhalogenů
| F  | F2                |              |           |     |        |
| Cl | ClF, ClF3, ClF5   | Cl2          |           |     |        |
| Br | BrF, BrF3, BrF5   | BrCl         | Br2       |     |        |
| I  | IF, IF3, IF5, IF7 | ICl, (ICl3)2 | IBr, IBr3 | I2  |        |
| At | neznámý           | AtCl         | AtBr      | AtI | At2(?) |
|    | F                 | Cl           | Br        | I   | At     |

## Příprava interhalogenů
Interhalogeny lze připravit přímou syntézou z prvků. Výsledný produkt ovlivňuje teplota, tlak a poměr jednotlivých halogenů v reakci. Vyšší interhalogeny lze připravit reakcí nižších interhalogenů s daným halogenem.